# Elektroterapi

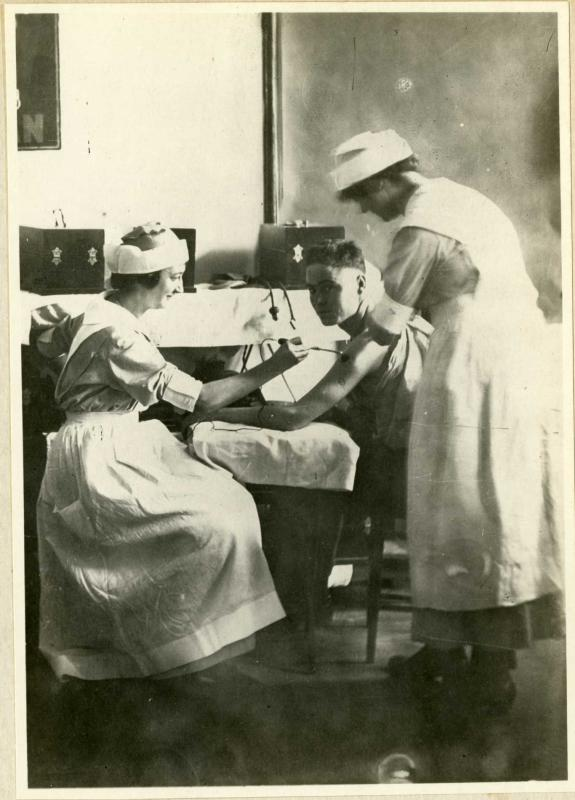
Elektroterapi

Elektroterapi innebär att man med hjälp av elektricitet behandlar sjukdomar och skador. Elektriciteten anbringas direkt på kroppen eller genom att man placerar den sjuka eller smärtande kroppsdelen i ett elektromagnetiskt fält. 

## Historia
Elektroterapi eller el-stimulering av sjuka eller smärtande kroppsdelar är ingen nyvunnen kunskap, utan finns omnämnd redan i antiken. Den romerske forskaren Plinius den äldre beskriver i sitt stora verk Naturalis Historia, att man med hjälp av den elektriska fisken Marmorerad darrocka (Torpedo Marmorata) kunde få hjälp mot olika åkommor som reumatism, huvudvärk, förlamningar och andra besvär. I den elektriska urladdningen hos en fullvuxen darrocka kan spänningen uppgå till 200 volt, medan själva strömstyrkan endast är några få milliampere.

### Medeltid och tidigmodern tid
Inte förrän i slutet av 1500-talet fanns det möjligheter att framställa elektricitet i reglerbar form. Man hade tidigare känt till att om man gnider ett stycke bärnsten får den förmågan att dra till sig lättare partiklar såsom dun, fjädrar, papperslappar etc. På denna erfarenhet om bärnstenens egenskap byggde man maskiner för att framställa friktionselektricitet. Friktionselektricitetens utforskning är intimt förknippad med åskledarens uppfinnare, amerikanen Benjamin Franklin. Behandling med denna form av elektricitet kom snabbt i ropet inom medicinen och gick under namnet franklinisation.
Omkring år 1790 upptäckte italienaren Luigi Galvani, professor i anatomi vid universitetet i Bologna, att elektricitet uppkommer vid beröring mellan en metall och en vätska. Detta benämns galvanisk elektricitet. Under samma tid gjorde Galvani ett berömt experiment som påvisade att muskler sammandrages vid retning med elektricitet. Ett dissekerat grodlår kunde fås att hoppa när det stimulerades med elektrisk ström. Här infördes begreppet galvanisation, i vilken likström användes.
En landsman till Galvani, Alessandro Volta, kunde på grundval av denna upptäckt konstruera en elektricitetskälla i form av den så kallade "Voltas stapel" 1800.

### 1800-talet
Först med induktionselektricitetens upptäckt av Faraday 1831 och konstruktionen av de magnetoelektriska induktonsapparaterna och de galvanoelektriska induktionsapparaterna 1846 vann elektriciteten praktisk användning inom medicinen.
Omkring 1860 kom de första maskinerna som uppgavs kunna ge smärtlindring eller till och med total smärtfrihet när man drog ut tänder. Den ena polen fästes vid tången och den andra polen fick patienten hålla i handen.
Den elektromagnetiska maskinen fanns att köpa i USA. I Europa gjorde den aldrig någon riktig succé och föll snart i glömska. En liknande apparat användes under 1800-talets mitt av den amerikanske läkaren W G Oliver, som menade att han kunde ge effektiv lokalbedövning vid operativa ingrepp. Han satte en väl fuktad kompress, lindad med koppartråd runt operationsområdet. Tråden anslöts sedan till en strömkälla, där strömstyrkan ökades till en muskelkontraktion uppstod.
Smärtfrihet uppstod relativt snabbt och ökade efter hand, för att i de flesta fall bli fullständig. Effekten kunde kvarstå under en lång stund efter det att strömmen brutits. Denna metod prövades nu även vid förlossningar och amputationer med växlande resultat.

### Faradisation
I början av 1800-talet gav Michael Faraday sitt namn åt enheten för en elektrisk kondensators kapacitet (F), och faradiska strömmar som pulserar med olika frekvens och varaktighet. 
Faradisation är den vanligaste typ av ström som idag används för undersökning och fastställande av skada eller sjukdom i nerver eller muskler.

### 1900-talet
I början av 1900-talet var det sparsamt med rapporter om elektroterapi. Inte förrän i början av 1940-talet kom de första kliniska rapporterna. Den franske läkaren P Paraf meddelade att han med framgång behandlat kroniska smärttillstånd hos patienter med till exempel ryggbesvär.
Efter andra världskriget hade Tyskland många krigsoffer med så kallad fantomsmärta. Tyskarna behandlade framgångsrikt dessa smärttillstånd med olika typer av strömmar. På grund av den svåra situation som den europeiska elektro-industrin befann sig i efter kriget fullföljdes inte dessa upptäckter.
USA tog upp denna idé och vidareutvecklade den. Professor Berhard utarbetade en metod med modulerad växelström och en frekvens på 50 - 100 Hz vilket visade sig ge de bästa smärtlindrande resultaten. 
Genom elektronikens landvinningar kunde man redan på slutet av 1930-talet bygga sinnrika apparater för framställande av olika strömformer. Svällströmmen fick en allt större betydelse. I denna försökte man efterlikna skeendet vid normal muskelkontraktion med hjälp av en serie korta och tätt på varandra följande strömstötar, som stiger och sjunker i intensitet.

### Djurförsök
Under det senaste århundradet har talrika djurförsök genomförts som tydligt visar att en förlamning botas snabbare om den behandlas med galvanisk ström. 
Flera djurförsök har gjorts där nerverna i bakbenen på djuren skadats så att de blev förlamade. Därefter behandlade man ena sidan med galvanisk ström, den andra sidan behandlades ej. De båda japanska forskarna Kozade och Izawa kunde efter en veckas behandling konstatera att flera nya nervtrådar bildats på genomskurna grodnerver. 
Det tog två månader för den obehandlade sidan att uppnå samma resultat som den med ström behandlade sidan uppnådde på tre veckor.

### Våra dagar
Hela den elektro-terapeutiska delen har fört en tynande tillvaro fram till våra dagar, kanske mycket beroende på den farmakologiska industrins framfart med nya och bättre smärtstillande medel. Inte förrän i mitten av 1960-talet, då Patric Wall och William Sweet kom med sin rapport om ”Gate-control-theory” kunde en ny utveckling skönjas.
Denna rapport har givit upphov till en explosiv utveckling av apparater och behandlingsmetoder mot smärta (se TMS, Transkraniell magnetstimulering och TENS, Transkutan elektrisk nervstimulering).
Utan alltför ingående analyser beskriver medicintidskriften Lancet 1986, hur man i Sydamerika (Ecuador) använt en elpistol (stun gun) rakt i såret för botande eller behandlande av 34 personer efter allvarliga följder av orm- eller insektsbett. Denna pistol kan avge upp till 25 000 volt men en likström på endast några få milliampere.

## Kroppens elektrokemiska element

### Elektrolys
Människokroppens vävnader kan i elektriskt hänseende liknas vid lösningar av salter i vatten. I sådana lösningar är salternas molekyler delvis uppdelade i elektriskt laddade atomer (joner), en del med positiv och en del med negativ laddning. 
Detta kan man påvisa genom ett enkelt försök. Leder man en till sin riktning konstant elektrisk ström genom en sådan elektrolyslösning, sätts jonerna i rörelse, de positiva jonerna mot den negativa polen (katoden) och de negativa mot den positiva polen (anoden). Denna elektriska sönderdelning kallas elektrolys (Lysis = upplösning, sönderdelning).
Joner med en viss laddning kan enligt ovan fås att vandra till elektroden med motsatt laddning. Denna jonvandring kallas för jontofores. Jontofores användes på sina håll för att få medicinskt verksamma substanser att vandra från hudytan in i kroppen.

### Natrium/kalium-pumpen
I människokroppen är förhållandet inte lika enkelt som i en vanlig vatten/saltlösning, beroende på att kroppsvätskorna består av ett flertal olika elektrolytiska system. Dessa hålls skilda åt av endast delvis genomsläppliga membran. Varje cell kan sägas utgöra ett elektrolytiskt system för sig. Strömmens verkningar beror bland annat på det elektriska motståndet inom cellen. Därigenom blir det fråga om mycket växlande motstånd i de olika kroppsvävnaderna, där till exempel de vattenrika vävnaderna som muskler och hjärta har mindre motstånd än till exempel fett, ben och hud, som har en sämre ledande förmåga.
Kroppens stora mängder av elektrolyter består i regel av salter vilka är lösta i vatten (dissocierade). Till exempel NaCl som sönderdelas till natriumjon (Na+) och en kloridjon (Cl-).
NaCl..............................Na+	+	Cl--
Koksaltsmolekyl...................Jon		Jon
- Positiva joner kallas katjoner
- Negativa joner kallas anjoner
Natriumjonen har stor betydelse för den extra cellulära vätskan (volymen)
Kaliumjonen har stor betydelse för cellfunktionen - särskilt hos muskel- och nervceller.

### Elektronneutralitet
Inuti nerv och muskeltråd i vilotillstånd finns en koncentration av kaliumjoner, ungefär 20 - 40 gånger större än utanför. Utanför är koncentrationen natriumjoner 3 - 10 gånger större än inuti cellen. Härigenom erhålls en kemisk balans i systemet som kallas elektronneutralitet. När muskeln befinner sig i vilotillstånd är membranen praktiskt taget oledande, varför inga jonkoncentrationer kan passera över till varandra. Denna kemiska depolarisering är temperaturberoende. Vid lägre temperatur går denna natrium/kalium-pump långsammare. Koncentrationen av Na+ blir därför högre inuti cellerna och kaliumkoncentrationen ökar extracellulärt.
Om man med en strömstöt (i fortsättningen kallad impuls) påverkar denna vilopotential så att den når ett tröskelvärde sker en blixtsnabb depolarisering. Membranen släpper plötsligt igenom natriumjoner och man får en vandring av joner = aktionspotential.

## Kroppens tredje kretslopp[3]
Professor Björn Nordenström vid Karolinska institutet i Stockholm tog under 1980-talet fram en hypotes om ett tredje kretslopp i kroppen. Förutom de två tidigare kretsloppen blodkärl och lymfkärlsystemet så skulle detta kretslopp bestå av flera elektrokemiskt slutna system. Blodkärlens väggar har tvåhundra gånger högre motstånd än blodplasman. Därigenom kan dessa fungera som elektriska ledande kablar med blodplasman som ledare. Ett sådant exempel på ett elektrokemiskt slutet system i människan utgörs av den sura magsaften som står i förbindelse med den basiska gallan genom tarmen. Mellan magsaften och gallan finns en potential som beror på ett överskott av elektroner hos gallan och ett underskott i magsaften. Tarmen och dess innehåll motsvarar elektrolyten.